# Воронцов Олексій Іванович
Олексі́й Іва́нович Воронцо́в (* 1914 — † 2 вересня 1988) — російський радянський ентомолог, еколог, лісівник, спеціаліст у галузі захисту лісу. Доктор біологічних наук, профессор. Автор підручників і монографій з лісової ентомології та захисту лісу. Заслужений діяч науки і техніки РРФСР.

## Біографія
О. І. Воронцов народився в 1914 році в Києві, в учительській родині. Він закінчив з відзнакою Брянський лісотехнічний інститут (1938), причому під час навчання викладав у Карачизько-Криловському лісовому технікумі у Брянській області (1934—1938). Після служби у лавах Радянської армії (1938—1942) працював старшим інженером по захисту лісу при Раднаркомі СРСР.
Після декількох років праці молодшим науковим співробітником Всесоюзного НДІ лісового господарства у Москві (1944—1947), він працював у Мінську доцентом Білоруського лісотехнічного інституту (1947—1950), одночасно читаючи лекційні курси з лісової ентомології і фітопатології ще й у Белоруському державному університеті. В 1947 році він захистив кандидатську дисертацію. Згодом в Інституті лісу АН Білорусі організував лабораторію лісозахисту і брав участь у Поліській комплексній експедиції (1948—1949).
У 1950 році Олексій Іванович перейшов до Московського лісотехнічного інституту, два роки по тому організував і до кінця життя очолював у ньому кафедру лісозахисту (згодом перейменовану на кафедру екології та захисту лісу). У 1962 році він захистив докторську дисертацію. За його клопотанням при кафедрі почали готувати фахівців за спеціальністю «захист лісу».
2 вересня 1988 року Олександр Іванович Воронцов помер.

## Наукова і педагогічна діяльність
О. Воронцов дослідив екологію комах — біологію та екологію лісових шкідників: короїда дендроктона, соснових лубоїдів, травневого хруща, пильщиків, метеликів — листовійок, п'ядунів тощо. Він плідно вивчав хвороби дерев — кореневу губку, смоляний рак сосни, а також комах, перспективних для біологічного захисту рослин: жука красотіла пахучого та інших..
Він встановив основні закономірності формування й розвитку біоценотичних комплексів комах у полезахисних і меліоративних насажденнях, а також у тайзі. Популяційна екологія збагатилася двома теоріями динаміки чисельності комах — біокліматичною і синоптичною. Він встановив зв'язок між інтенсивністю й періодами всихання лісів, з одного боку, і циклами сонячної активності, характером атмосферної циркуляції — з іншого. О. Воронцов довів, що періодичне всихання лісових насаждень — закономірний процес, який в умовах Руської равнини має певну періодичність. О. Воронцов чимало зробив для провадження у практику мікробіологічних методів захисту лісу.
У творчому доробку вченого і викладача — близько 270 публікацій, в тому числі 18 підручників, навчальних посібників і монографій. Його книги виходили друком за кордоном: у Австралії, Великій Британії, Болгарії, Німеччині, Румунії, Польщі, Японії. Він розробив і включив до навчальних планів лісових вишів СРСР курс «Охорона природи». Учні згадують його лекції як взірець загальнобіологічного підходу до суто прикладних питань.
Під керівництвом О. І. Воронцова підготовано 56 кандидатів і декілька докторів наук. Його зусиллями створено наукову школу лісової ентомології і захисту лісу.

## Основні праці
- Враги нашего дома. — М., Высшая школа, 1961. — 94 с.
- Биологические основы защиты леса. — М: Высшая школа, 1962. — 342 с.
- Охрана природы: Издание 2-е, переработанное — М.: Высшая школа, 1977. — 408 с. [У співавторстві з Н. З. Харитоновою]
- Практикум по лесной энтомологии: Учебное пособие для лесохозяйственных специальностей вузов. Изд. 2-е, испр. и доп. — М.: Высшая школа, 1978. — 297 с. [у співавторстві з К. Г. Мозолевською]
- Патология леса — М.: Лесная промышленность, 1978. — 272 с.
- Насекомые — разрушители древесины. — М.: Лесная промышленность, 1981. — 176 с.
- Лесная энтомология: Учебник для студентов лесохозяйственных специальностей вузов. — 4-е изд., перераб. и доп. — М.: Высшая школа, 1982. — 384 с.
- Биологическая защита леса. — М.: Лесная промышленность, 1984. — 262 с.
- Лесозащита: Для средних специальных учебных заведений. — З-е изд., перераб. и доп. — М.: Агропромиздат, 1988. — 335 с. [У співавторстві з І. Г. Семенковою]
- Технология защиты леса: Учебник для вузов по специальности "Лесное и садово–парковое хозяйство. — М.: Экология, 1991. — 330 с. [У співавторстві з Мозалевською К. Г. і Соколовою Е. С.]